# Nordenstamia pascoensis
Nordenstamia pascoensis là một loài thực vật có hoa trong họ Cúc. Loài này được (H.Beltrán & H.Rob.) B.Nord. mô tả khoa học đầu tiên năm 2006.